# Hermann Brandt (Theologe)

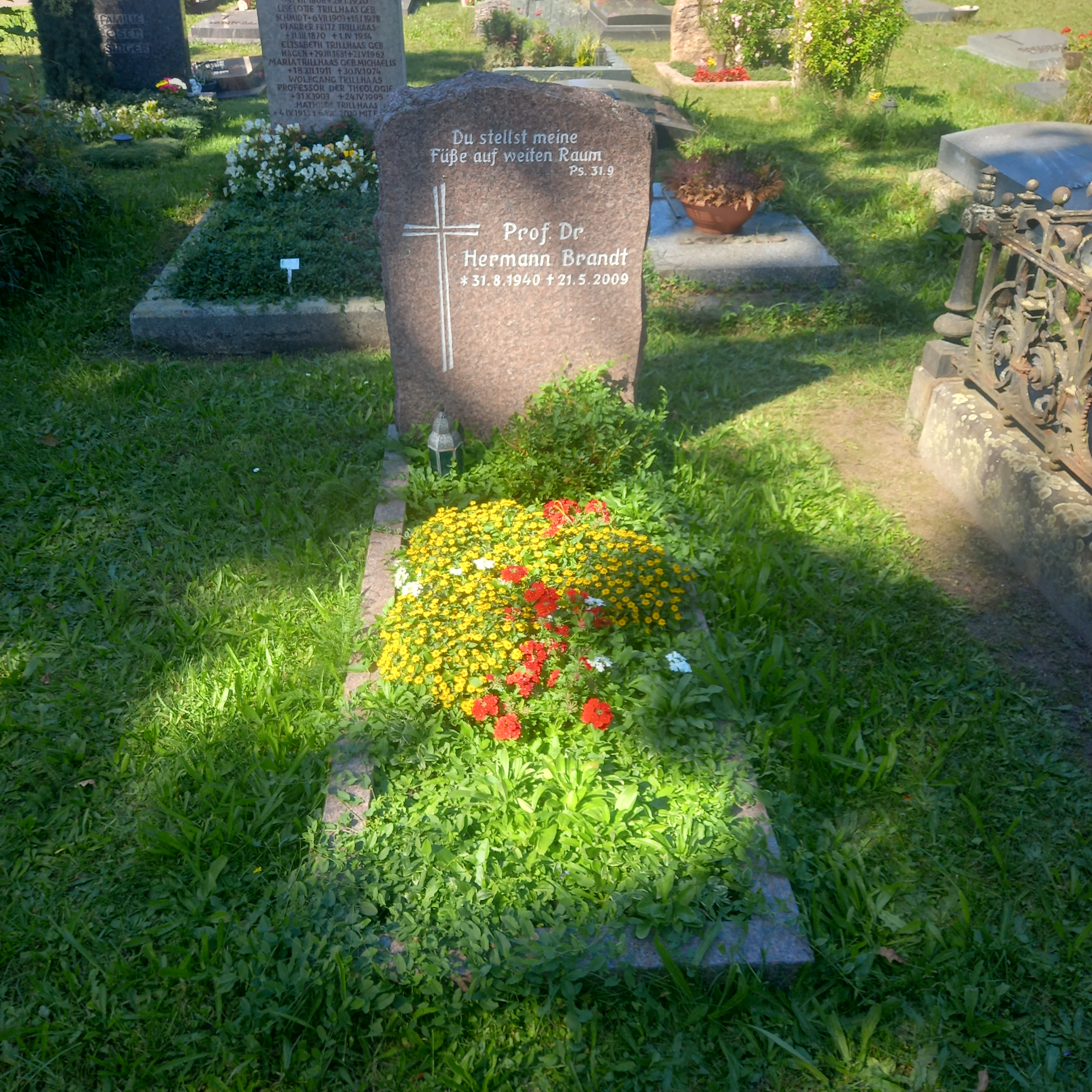
Das Grab von Hermann Brandt auf dem Neustädter Friedhof in Erlangen

Hermann Brandt (* 31. August 1940 in Münster; † 21. Mai 2009 in Erlangen) war ein deutscher evangelischer Theologe.

## Leben
Brandt studierte von 1960 bis 1964 Evangelische Theologie in Münster, Heidelberg und Göttingen. Das erste theologische Examen legte er 1964 ab. 1965–1967 arbeitete er an seiner Promotion, um gleich im Anschluss eine Stelle als Forschungsassistent in der Theologischen Abteilung des Lutherischen Weltbundes in Genf anzutreten. 1968–1971 war er Vikar, später Pastor einer lutherischen Gemeinde der Lippischen Landeskirche in Detmold. In dieser Zeit (1969) wurde er auch promoviert.
Zwischen 1971 und 1978 lehrte er systematische Theologie an der Theologischen Hochschule der Evangelischen Kirche Lutherischen Bekenntnisses in Brasilien (EKLBB) in São Leopoldo und war 1974–1975 auch Rektor dieser Einrichtung. Anschließend (1978–1983) arbeitete er als Pastor der reformierten Gemeinde in Schlangen. Gleichzeitig nahm er einen Lehrauftrag mit den Schwerpunkten Ökumene und Mission in Paderborn wahr. 1983–1993 war er als Oberkirchenrat im Lutherischen Kirchenamt der VELKD in Hannover Experte für Lateinamerikafragen, Ökumene und Befreiungstheologie.
Von 1988 bis 1990 war er außerdem Lehrbeauftragter für Ökumene und Missionswissenschaft in Hamburg, wo er sich 1990 für das Fach Religions-, Missions- und Ökumenewissenschaft habilitierte und anschließend Privatdozent war. Ab 1993 war er Professor für Missions- und Religionswissenschaft sowie ökumenische Theologie in Erlangen. 2005 wurde er von diesem Lehrstuhl emeritiert. Von 1995 bis 2003 war Brandt außerdem Universitätsprediger und von 1997 bis 2004 Ephorus der Studierendenheime des Martin-Luther-Bundes (MLB).
2009 verstarb Hermann Brandt nach schwerer Krankheit in Erlangen, wo er auf dem Neustädter Friedhof begraben liegt.

## Wirken
Neben den bereits genannten Interessengebieten Ökumene, Mission und Befreiungstheologie befasste Hermann Brandt sich mit dem interreligiösen (insbesondere jüdisch-christlichen) Dialog und mit kontextuellen Theologien. Er war ein Kritiker antijudaistischer Tendenzen in der Befreiungstheologie.
Auch nach seiner Rückkehr nach Deutschland 1978 unterhielt er Verbindungen mit Lateinamerika, etwa durch ein Forschungssemester 2003 und eine Gastprofessur 2005. Brandt veröffentlichte zahlreiche Beiträge in Lutherische Kirche in der Welt, der Zeitschrift des MLB.

## Schriften (Auswahl)
als Autor
- Gotteserkenntnis und Weltentfremdung. Der Weg der spekulativen Theologie Hans Lassen Martensens (Forschungen zur systematischen und ökumenischen Theologie; Bd. 25). Vandenhoeck & Ruprecht, Göttingen 1971 (zugl. Dissertation, Universität Göttingen 1969).
- Gottes Gegenwart in Lateinamerika. Inkarnation als Leitmotiv der Befreiungstheologie (Hamburger Theologische Studien; Bd. 4). Steinmann & Steinmann, Hamburg 1992, ISBN 3-927043-14-1 (zugl. Habilitation, Universität Hamburg 1991).
- Spiritualität und Protest. Religion und Theologie in Lateinamerika. Erlanger Verlag für Mission und Ökumene, Neuendettelsau 2005, ISBN 3-87214-613-0.

als Herausgeber
- Die Glut kommt von unten. Texte einer Theologie aus der eigenen Erde (Brasilien). Neukirchener Verlag, Neukirchen-Vluyn 1981, ISBN 3-7887-0660-0.
- Kirchliches Lehren in ökumenischer Verpflichtung. Eine Studie zur Rezeption ökumenischer Dokumente. Calwer Verlag, Stuttgart 1986, ISBN 3-7668-0807-9.
- Was hat die Ökumene gebracht? Fakten und Perspektiven. Gütersloher Verlagshaus, Gütersloh 1993, ISBN 3-579-01968-6.